# Ghetto de Babrouïsk
| \| Babrouïsk \| Localisation de Babrouïsk sur la carte de la Biélorussie. |
| Babrouïsk                                                                 |

Le ghetto de Babrouïsk (nom local : Бобру́йское гетто) (août 1941 — février 1942) est un ghetto juif de la Seconde Guerre mondiale, c'est-à-dire un lieu de résidence forcé des juifs de la ville de Babrouïsk (nom officiel à l'époque : Bobrouïsk). Il constitue une des étapes du processus appelé Shoah ou Holocauste, visant à l'extermination des Juifs par les forces armées du Troisième Reich, pendant l'occupation des territoires de la Biélorussie soviétique durant la Seconde Guerre mondiale.

## Communauté juive de Babrouïsk
La communauté juive de Babrouïsk est attestée depuis le XVIIe siècle. Sa population atteint 4 702 personnes en 1847, 20 760 en 1897 (60 % du total) et 25 876 (61 %) in 1914. Selon le recensement de Babrouïsk en 1939, la population juive s'y élevait à 26 703 habitants soit 31,6 % du total de celle-ci,.
Des yechivot d'obédience Loubavitch ou Mitnagdim s'y établissent au XIXe siècle et, à la fin de ce siècle les mouvements sioniste et bundiste y sont actifs. Si les activités religieuses cessent après la révolution soviétique, l'éducation en yiddish reste florissante.
Parmi les personnalités nées dans la communauté juive de Babrouïsk, on peut citer Kadish Luz (1895-1972), président de la Knesset de 1959 à 1969 et à ce titre, président de l'État d'Israël par intérim en 1963 après la mort de Yitzhak Ben-Zvi, et le militant et éditeur sioniste Berl Katznelson (1887-1944).

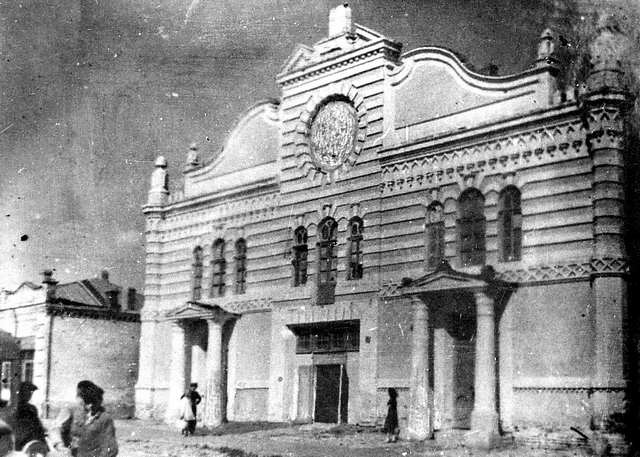
Grande Synagogue de Babrouïsk avant 1914

## Occupation de Babrouïsk
Après l'irruption des forces armées allemandes dans le territoire de l'URSS, le 22 juin 1941, une partie des juifs de Babrouïsk eut encore le temps de fuir vers l'est du pays ; une partie d'entre eux entra également dans les rangs de l'Armée rouge, si bien que le nombre exact de juifs qui restèrent dans la ville au moment de sa prise ne peut être déterminé.
Le 28 juin 1941, la ville de Babrouïsk est prise par les divisions de la Wehrmacht et l'occupation se poursuit durant 3 ans jusqu'au 29 juin 1944,. Les juifs furent les premières victimes des nazis.

## Création du ghetto
Dès les premiers jours de l'occupation, les juifs firent l'objet de mesures discriminatoires de la part des Allemands : obligation de respecter le couvre-feu ; interdiction de se trouver en dehors de leur lieu d'habitation ; obligation de porter l'étoile jaune à six branches.
En juillet 1941, les nazis organisèrent un Judenrat, ce qui était un des premiers moyens de distinguer et d'isoler les juifs du reste de la population. Cet organe de direction du ghetto imposé par l'occupant fut installé au début dans la rue Pouchkine et se composait de 12 personnes, dont le rabbin E. Rozenberg qui assurait la présidence. La première obligation du Judenrat fut l'enregistrement des juifs ; c'était une des mesures prises par l'occupant pour lui permettre d'obtenir le maximum d'information sur les juifs de Babrouïsk. Outre cette fonction, le judenrat était chargé de répartir le travail obligatoire et d'organiser l'installation des réfugiés. Les nazis demandèrent aussi au judenrat de payer une « contribution » en rassemblant par des collectes auprès des juifs de l'argent, de l'or, des bijoux et des fourrures.
L'étape suivante du programme nazi de génocide des juifs consistait à organiser leur isolation dans un quartier séparé de la ville. Les Allemands obligèrent les juifs à déménager dans le ghetto dès le 1er août 1941. Une partie de la population locale s'empressa de piller les biens abandonnés par les juifs dans leurs maisons abandonnées. Certains parmi les juifs tentèrent de se cacher et c'est pourquoi les déménagements durèrent plus de dix jours. Le ghetto fut créé à la limite des rues Novochosseïna (actuellement rue Bakharov), Satourensky et Bobrov. Ce ghetto était un ghetto de type « fermé », c'est-à-dire entouré de palissades et dont il était interdit de sortir.

## Conditions de vie dans le ghetto
Les nazis obligeaient les juifs à vivre à 10-16 personnes par chambre. Dans le ghetto, il était interdit d'allumer du feu et de cuire de la nourriture. Les juifs étaient obligés de chercher de la nourriture pendant la nuit en sortant du camp en se cachant pour échanger des objets divers contre des aliments. Ceux qui étaient pris étaient fusillés sur place immédiatement.
Les habitants du ghetto étaient épuisés ; on ne leur permettait pas de se laver ; beaucoup moururent de faim et de maladie. Du fait de leur sentiment d'affliction extrême, certains se suicidèrent. Les forces d'occupation et les collaborateurs tournaient les prisonniers en dérision et violaient leurs femmes. Les nazis organisaient régulièrement des rafles d'adolescents dans le ghetto. Ceux qui étaient pris étaient menés à l'hôpital où on leur prélevait le sang.
Les habitants du ghetto étaient obligés d'effectuer des travaux lourds. Ils étaient utilisés, par exemple, pour déplacer les remblais ou creuser des tranchées pour le chemin de fer. Souvent les juifs devaient effectuer ce que les Allemands s'amusaient à appeler des « travaux de génie civil » : ils étaient attelés à une herse qu'ils devaient traîner sur le sol d'un champ miné. Beaucoup moururent en sautant sur des mines et les chiens étaient envoyés à leur poursuite de ceux qui parvenaient à se cacher.
Lorsqu'il fallait de la main-d'œuvre spécialisée et qu'il ne s'en trouvait plus dans la population locale, les occupants utilisaient la force de travail des artisans qualifiés juifs. Il est certain que les prisonniers du ghetto furent utilisés pour les activités suivantes : travail dans les différents combinats, fabrication de cercueils (installés dans l'ancien atelier des fabriques de meubles : Titovskaïa).

## Destruction du ghetto
La « mort lente » des juifs du ghetto de Babrouïsk n'arrangeait pas les Allemands. C'est pourquoi, dès juillet 1941 eurent lieu des fusillades de masses, que les Allemands appelaient par euphémisme des « actions ». Rétablir complètement la liste des fusillades des juifs de Babrouïsk n'est pratiquement pas possible, mais il subsiste toutefois des témoignages à propos de certaines. En septembre-octobre 1941, les Einsatzgruppen et les Sicherheitsdienst 8 dirigés par le Sturmbannführer SS Otto Bradfish, opérèrent trois massacres de masse, exécutant 407, puis 380 et encore 418 juifs. Le massacre de masse le plus important fut accompli par la brigade de cavalerie SS en septembre 1941 qui fusilla 7 000 juifs de la ville à l'emplacement de l'aéroport de Babrouïsk.

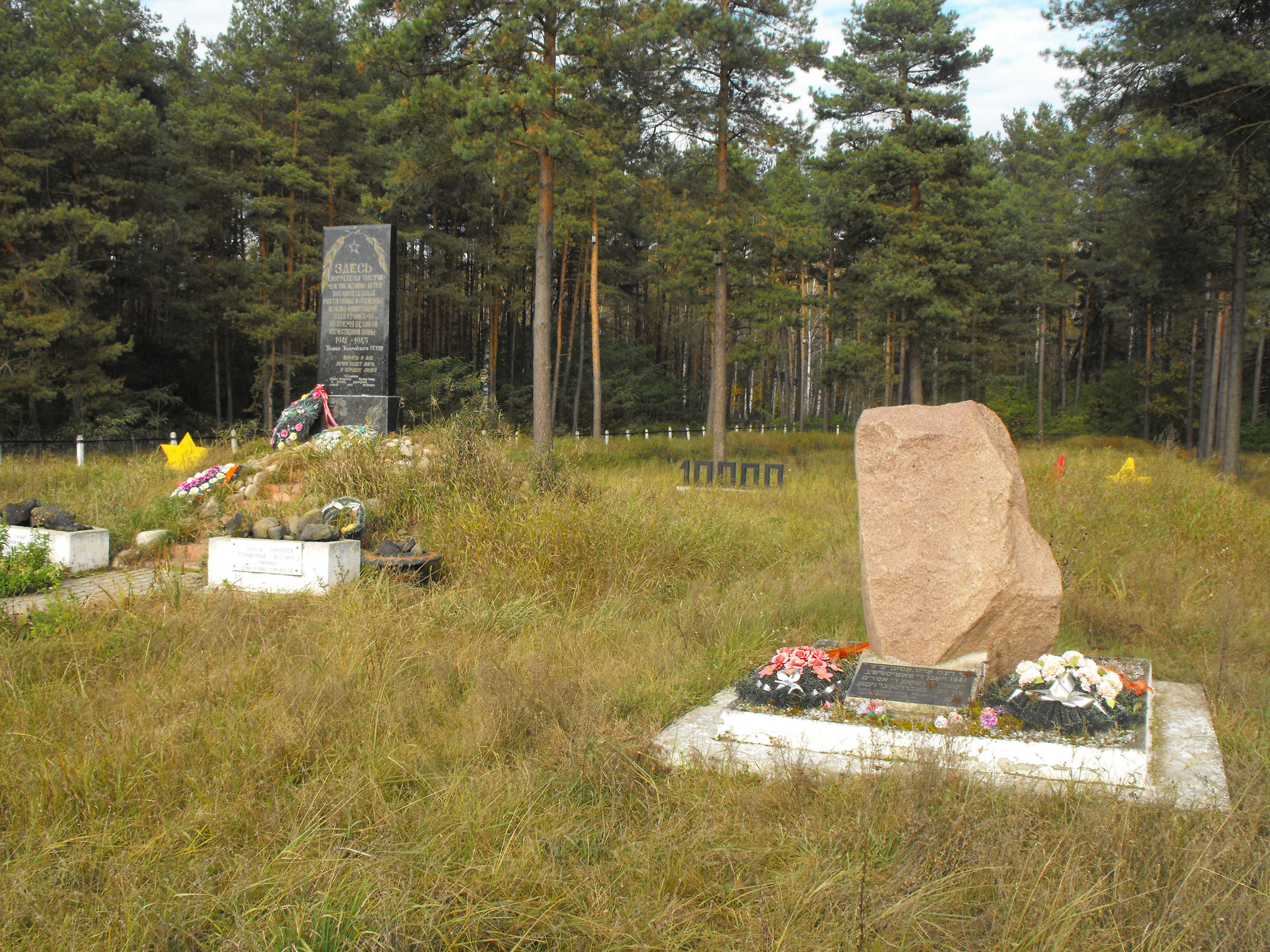
Mémorial à l'endroit de l'assassinat des juifs prisonniers du ghetto de Babrouïsk près du village de Kamenka / actuel Slobodka le 6-8 novembre 1941. Érigé en 1978, reconstruit en 2006.

La destruction finale du ghetto par les Allemands eut lieu les 7-8 novembre 1941 (selon certains témoignages elle aurait même commencé le 6 novembre),,.
Dès l'aube arrivèrent au ghetto des collaborateurs biélorusses et des soldats allemands, qui chassèrent les juifs de leurs maisons. Ils cachaient les raisons véritables de l'opération et ils annonçaient aux gens qu'ils étaient envoyés en Palestine. À la crosse du fusil, ils forcèrent les juifs à rentrer dans les véhicules qui les amenèrent au village de Kamenka. Des transports s'effectuèrent jusqu'au soir. L'endroit où avait été planifié le massacre se trouvait à neuf kilomètres de Babrouïsk, non loin de la chaussée vers Sloutsk. Des prisonniers de guerre avaient auparavant creusés trois grands fossés à cet endroit. Les juifs qui avaient été amenés enlevèrent leurs vêtements et leurs chaussures, ensuite ils furent tués par groupes. 5 281 personnes furent fusillées les 7 et 8 novembre 1941. Les exécutions furent faites par les Einsatzgruppen et les Sicherheitsdienst 8 et encore le 316e bataillon des policiers. Cependant, outre ces divisions spécialisées, il y eut aussi pour réaliser ces massacres de masse de juifs la participation active des forces de la Wehrmacht,.

## Résistance dans le ghetto
Il reste peu de données sur la résistance des juifs contre les nazis. Il existe des mentions du fait que les 380 juifs dont il est question plus haut, auraient été fusillés pour diffusion de propagande contre les nazis. En outre, à la fin octobre, début novembre 1941, à Babrouïsk, dès le départ d'une partie de la police de sécurité et des Sicherheitsdienst, les juifs se mirent de nouveau à agir. Ils cessèrent de porter leur étoile jaune, refusèrent de travailler, prirent des contacts avec la résistance et se montrèrent provocants vis-à-vis des forces d'occupations. Est également à relier aux actes de résistance, le meurtre de deux prisonniers du ghetto, accusés d'avoir mis le feu à un immeuble et aussi l'exécution d'un médecin juif pour empoisonnement de deux officiers allemands et de quatre soldats. Il est certain que dans le ghetto existait une activité clandestine antinazie et qu'en septembre 1941, quelques clandestins juifs furent fusillés par l'occupant.
Un des aspects de la résistance passive fut l'opposition religieuse et spirituelle des juifs, qui se manifesta par la sauvegarde des objets du culte. Il est établi que les prisonniers cachèrent en l'enfouissant sous terre le Talmud, la Torah, les livres de prières, en les enveloppant dans un talit, mais aussi des listes de prisonniers du ghetto. Par résistance religieuse, il faut comprendre aussi : le respect qu'ils continuaient à observer pour les règles et pratiques de leur religion. Ainsi le rabbin I. Bespalov procéda selon les lois juives à l'inhumation de juifs décédés. Ils enveloppèrent d'un drap ceux qui avaient été torturés avant de les déposer dans leur tombe.

## Après l'extermination du ghetto
Après les massacres des 7-8 novembre 1941, les nazis déclarèrent que le territoire de Babrouïsk était libre de Juifs, quoiqu'une petite partie des prisonniers du ghetto, dont les occupants avaient besoin pour le travail, eussent eu la vie sauve provisoirement. Pour ceux-ci ils clôturèrent une partie de l'ancien ghetto et installèrent dans la rue Novachosseina des tailleurs, des cordonniers et des menuisiers.
En outre, du fait de l'utilisation du travail des juifs, il y avait une autre raison de conserver, ne fût-ce qu'une partie du ghetto. Un certain nombre de prisonniers du ghetto avaient réussi à s'enfuir, et les Allemands avaient affiché un avis selon lequel la répression à l'égard des juifs avait cessé, et qu'ils étaient invités à rentrer librement dans le ghetto. Une partie des prisonniers, mourant de froid et de faim, retourna au ghetto, en l'absence d'autre choix possible.
La fin de l'extermination du ghetto de Babrouïsk date du 30 décembre 1941. Ce jour-là les nazis encerclèrent le ghetto et emportèrent dans des véhicules tous ceux qui s'y trouvaient encore pour les conduire jusqu'au lieu de leur assassinat.
En février 1942, les occupants tuèrent les 70 derniers prisonniers du ghetto. C'étaient les artisans qui travaillaient pour la Kommandantur.
Le chiffre global des victimes du ghetto peut être établi à 25 000 personnes environ.
Le nombre exact de survivants ne peut être établi, seuls des cas individuels de survie peuvent être cités.
Après l'extermination de la population juive locale, les occupants évaluèrent les besoins en matière de travail. Dans le camp de travail forcé proche du village de Kisélévitch en mai et juin 1942, il récupérèrent 3 000 juifs (des hommes) du ghetto de Varsovie. Dans ce camp (dont le chef était un certain Klibek), les juifs furent répartis en divers groupes. La surveillance des juifs était organisée par un Unterscharführer du nom de Eykopf. Les juifs polonais furent utilisés pour les travaux lourds (transports de rondins, de rails, travaux de constructions). Le cas est rapporté aussi que 30 juifs travaillèrent pendant des jours à la construction d'un crématorium ; après quoi ils furent fusillés. Les Allemands rivalisaient entre eux à propos du nombre de juifs que chacun avait réussi à tuer. Les prisonniers étaient mal nourris, ils vivaient dans d'anciennes écuries. Chaque jour les Allemands choisissaient les plus faibles et allaient les tuer à Kamenka. En janvier 1944 dans le camp de travail forcé, il restait 40 juifs qui furent envoyés à Lublin en Pologne.
Depuis le début de l'automne 1943 et jusqu'en janvier 1944, les occupants se mirent à extraire les corps des juifs enterrés des villages de Kamenka et de Eloviki et y mirent le feu dans le cimetière de Bavrouïsk en vue de cacher les preuves de leur extermination et celles des actes inhumains qu'ils accomplirent sur des prisonniers de guerre avant de les tuer. Là où ils ne purent brûler les cadavres, ils essayèrent de maquiller les énormes tombes en ensemençant la terre de grains de céréales, ou en traçant des routes au-dessus des tombes.

## Cas de sauvetages de juifs

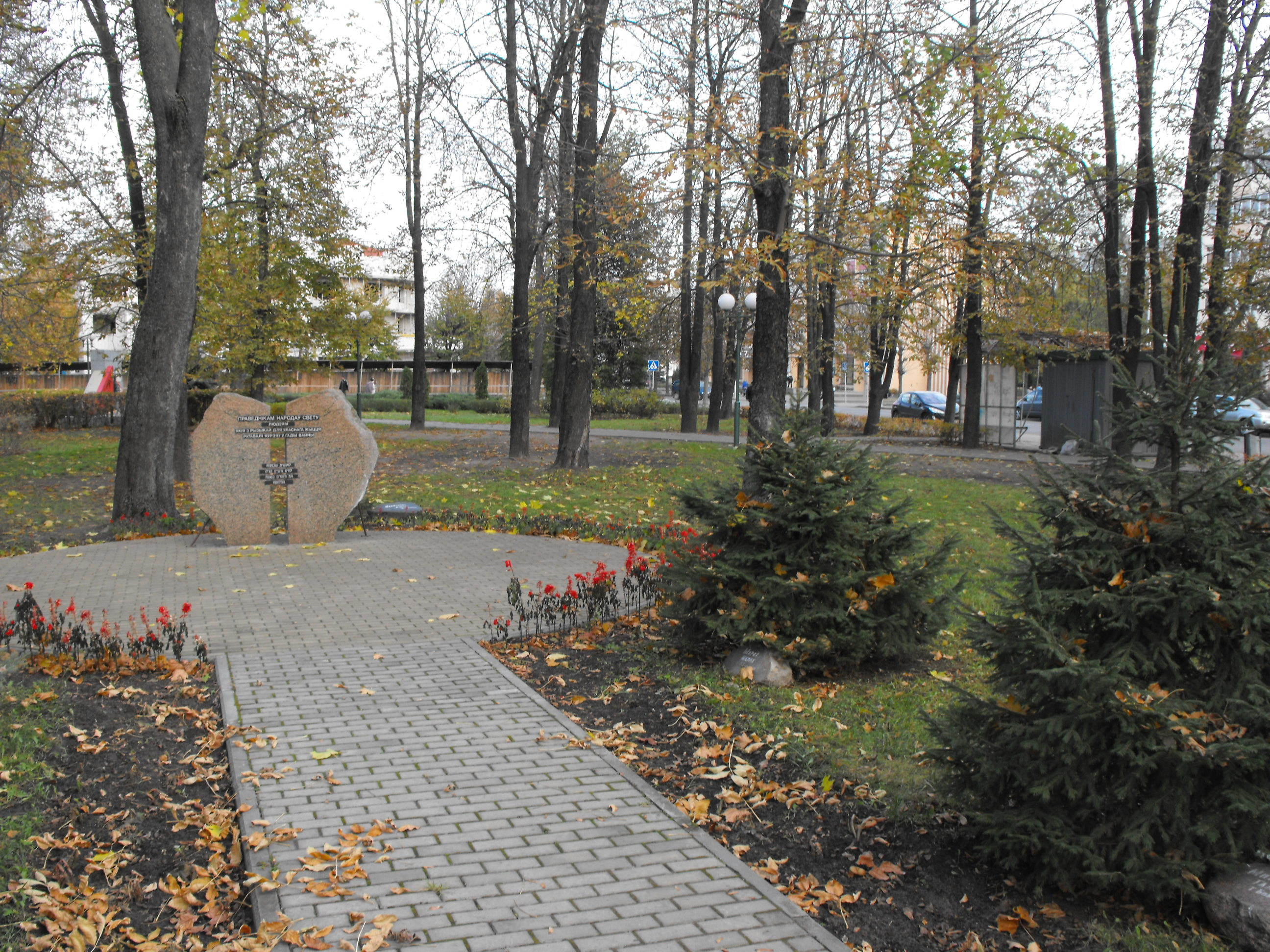
« Allée des Justes parmi les nations ». Ouverte le 3 juillet 2005, rue du Socialisme en l'honneur des biélorusses qui ont sauvé des juifs à Babrouïsk pendant le Seconde Guerre mondiale.

Du fait du sauvetage de juifs, plusieurs habitants de Babrouisk furent honorés de la médaille des justes parmi les nations. Cette médaille fut remise en tout à 15 personnes qui avaient sauvé des juifs de Babrouisk.

## Mémoire
Dans les archives de l'État à Moguilev existe une liste de 77 juifs, prisonniers du ghetto de Babrouïsk.
Au village d'Elovik au soviet rural a été édifié un monument dédié par une dédicace aux « Citoyens Soviétiques ». Dans le hameau de « Lycaia gora » outre les juifs, furent aussi fusillés des prisonniers de guerre.
Une inscription analogue fut apposée sur le monument près du village de Kamenk au soviet rural de Gorokhovsky. Cependant, plus tard, y fut construit un complexe plus important qui fut encore reconstruit pour le 65e anniversaire de la libération de la Biélorussie des nazis. C'est à cet endroit que furent fusillés des gens - enterrés dans deux fossés - et que sont posées deux étoiles : une jaune à six branches et une rouge à cinq branches.
Au centre de la ville, dans la rue du Socialisme, en l'honneur des quinze biélorusses qui sauvèrent des juifs, le 3 juillet 2005 fut ouverte « L'allée des justes parmi les nations ».
Un mémorial dédié aux « Prisonniers du ghetto de Babrouïsk » a été installé le 19 octobre 2008 dans la rue Bacharov.
Dans le cimetière juif de Babrouisk dans la rue Minsk, sont élevés cinq monuments. Après la guerre, les restes de victimes juives de cinq villages furent amenés ici et à nouveau inhumées.
Le 22 octobre 2007, la ministre israélienne des Affaires étrangères a protesté contre les déclarations antisémites et anti-israéliennes du président de la Biélorussie : le 12 octobre, Alexandre Loukachenko, parlant de la misère dans la zone rurale de Babrouïsk, avait déclaré à la radio : « Bien évidemment, c'est une ville juive. Les Juifs ne font pas attention à l’endroit où ils vivent. Regardez Israël. J'ai été là-bas. ». Il a ajouté que la ville avait appelé les Juifs pour leur argent. À la suite de ces déclarations, Yakov Basin, le premier vice-président de l'Union biélorusse des organisations et communautés juives a déclaré : « Nous ne sommes pas concernés [...] Il y a d’autres choses qui nous préoccupent. En 20 ans, pas une seule personne n’a été punie pour des actes antisémites et de profanation dans les cimetières, etc. De plus, la Shoah n’est pas reconnue comme un phénomène historique unique comme dans les autres pays. »,.
Il existe un petit mémorial en l'honneur des Juifs tués à Babrouïsk durant la Shoah, situé dans le cimetière Nahalat Yitzhak, Giv'atayim, Israël, partie du mémorial de Babi Yar.

## Sources
- Книга:Справочник о местах принудительного содержания гражданского населения на оккупированной территории Беларуси 1941-1944 (ouvrage sur les lieux de détention des citoyens sous la contrainte durant l'occupation en Biélorussie)
- РЕЭ|Бобруйск
- Национальный архив Республики Беларусь (НАРБ). — фонд 4683, опись 3, дело 918, лист 2; (archives nationales de Biélorussie)
- Государственный архив Могилёвской области. — ф. 858, оп. 1, д. 96, л. 1, 3, 4, 10[13]; (Archives de l'Etat de l'Oblast de Moguilev.
- Yitzhak Arad. Уничтожение евреев СССР в годы немецкой оккупации (1941—1944). Сборник документов и материалов, Иерусалим, издательство Яд ва-Шем, 1991, стр. 16  (ISBN 965-308-010-5). Extermination des juifs d'URSS durant l'occupation (1941-1944)(Ouvrage de documentation, Jérusalem).

## Littérature
- G.R Vinnitsa Книга:Винница Г. Р.:Холокост на оккупированной территории Восточной Беларуси (L'Holocauste dans l'Est de le Biélorussie)
- Leonid Smilovitski Л. Смиловицкий, «Катастрофа евреев в Белоруссии, 1941—1944 гг.», Тель-Авив, 2000
- R.A Tchernoglasova, Kheer X книга|автор=Черноглазова Р. А., Хеер Х.|заглавие=Трагедия евреев Белоруссии в 1941— 1944 гг.: сборник материалов и документов|издание=Изд. 2-е, испр. и доп.|издательство=Э. С. Гальперин|год=1997|страницы=|страниц=398  (ISBN 985627902X) тираж=1000

### Sources
- (ru) Cet article est partiellement ou en totalité issu de l’article de Wikipédia en russe intitulé « Бобруйское гетто » (voir la liste des auteurs).